# إسقاط تمثال صدام في ساحة الفردوس
حادثة ساحة الفردوس هي تفكيك وتدمير تمثال صدام حسين في ساحة الفردوس بالعاصمة بغداد أثناء غزو العراق في عام 2003، بواسطة جنود القوات المسلحة الأمريكية. لهذا الحدث أهمية سياسية ورمزية كبيرة.

## الدلالة
في أبريل 2002، تم بناء التمثال (الذي يبلغ 12 مترا) تكريماً للذكرى الخامسة والستين لمولد صدام حسين.
بعد ظُهر يوم 9 أبريل 2003، بدأت مجموعة من المدنيين العراقيين بمهاجمة التمثال. واحدة من تلك المحاولات غير المجدية كانت من قبل رافع الأثقال كاظم شريف الذي استخدم مطرقة ثقيلة لفتت انتباه وسائل الإعلام بشكل خاص. بعد فترة وجيزة، وصلت وحدة متقدمة من سلاح مشاة البحرية الأمريكية إلى ساحة الفردوس، وأمّنت المنطقة واتصلت بالصحفيين الأجانب الذين تم إيواؤهم في فندق فلسطين في الساحة. بعد ساعتين، أسقط مشاة البحرية الأمريكية التمثال بواسطة مركبة إصلاح مدرعة طراز M88.
قبل إسقاط التمثال البرونزي، تسلق أحد الجنود الأمريكيين ووضع العلم الأمريكي على رأس تمثال صدام حسين، وسط فرحة وتهليل مجموعة من العراقيين.

## النّدم
قال كاظم شريف عام 2016 إنه يأسف على دوره في تدمير التمثال. اعتاد كاظم على إصلاح الدراجات النارية للرئيس العراقي الراحل صدام حسين قبل أن يسجن لمدة عام ونصف. ويقول أن 14 أو 15 من أفراد عائلته قتلوا على يد النظام البعثي. عندما وصل الأمريكيون إلى ضواحي بغداد، حصل على مطرقة ثقيلة للمساعدة في إسقاط التمثال. بعد وصول الأمريكيين إلى الساحة، وضعوا علمًا أمريكيًا على وجه التمثال، لكن كاظم «لم يقبل هذا» وأصرّ على أن يستبدلوه بالعلم العراقي الذي أعطاهم إياه.
يقول كاظم إنه بعد الغزو، «بدأت الأمور تزداد سوءًا كل عام، حيث كان هناك اقتتال داخلي وفساد وقتل ونهب. ذهب صدام، ولكن حلّ محلّه الآن 1000 صدام. أشعر أن العراق سُرق منا. بوش وبلير كاذبان بالتأكيد. لقد دمّروا العراق وأعادونا إلى الصفر وأعادونا إلى العصور الوسطى أو قبل ذلك. لو كنت مجرمًا لقتلتهم بيدي العاريتين».
قال بعد ذلك «عندما أتجاوز هذا التمثال، أشعر بالألم والعار. أسأل نفسي،» لماذا أسقطت هذا التمثال؟ «. أود أن أعيد بنائه، ولكن أخشى أن أُقتل».